# Conseil constitutionnel (Côte d'Ivoire)
Pour les autres articles nationaux ou selon les autres juridictions, voir Conseil constitutionnel.
Le Conseil constitutionnel est une institution ivoirienne établie par la loi No 94-438 du 16 août 1994 pendant la Première République qui fixe la composition, l'organisation, les attributions et le fonctionnement. Il se prononce sur la conformité à la Constitution des lois et de certains règlements avant leurs entrées en vigueur. Il veille à la régularité des principales élections et référendums et intervient également dans certaines circonstances de la vie parlementaire et publique.
Le Conseil constitutionnel n'est pas une juridiction suprême. C'est une juridiction autonome prévue au titre VIII nouveau de la constitution.
Il est membre de l'Association des cours constitutionnelles ayant en partage l'usage du français (ACCPUF).

## Composition

Blason du Conseil constitutionnel

Le Conseil constitutionnel compte 8 membres :
- le président, nommé par le président de la République pour une durée de six ans non renouvelable (article 128 de la Constitution de 2016)
- des anciens Présidents de la République, sauf renonciation expresse de leur part (article 128 de la Constitution de 2016)
- six conseillers, nommés pour une durée de six ans non renouvelable dont :
  - trois désignés par le président de la République ;
  - trois désignés par le président de l'Assemblée nationale.

| Nom                            | Fonction    | Mandat                 | Nommé par         |
| ------------------------------ | ----------- | ---------------------- | ----------------- |
| Mamadou Koné                   | Président   | depuis le 12 mars 2015 | Alassane Ouattara |
| François Guéi                  | Conseiller  | 2011-2017              | Alassane Ouattara |
| Hyacinthe Sarassoro            | Conseiller  | 2011-2017              | Alassane Ouattara |
| Emmanuel Kouadio Tano          | Conseiller  | 2011-2017              | Alassane Ouattara |
| Loma Cissé, épouse Mato        | Conseillère | 2014-2020              | Alassane Ouattara |
| Geneviève Koffi, épouse Kouamé | Conseillère | 2014-2020              | Alassane Ouattara |
| Emmanuel Assi                  | Conseiller  | 2014-2020              | Alassane Ouattara |

Par ailleurs, les anciens présidents de la République en sont également membres de droit à vie, mais jusqu'à maintenant aucun ancien président n'a fait valoir ce droit.

## Décisions
De 1995 à 1999, le Conseil constitutionnel a émis 68 décisions, à un rythme irrégulier (38 décisions en 1996, 1 en 96, de 9 à 11 les années suivantes). Depuis 2003, le Conseil constitutionnel dont les prérogatives ont été élargies dans la Constitution du 1er août 2000 a émis 140 décisions à la date du 4 août 2014.

## Histoire

### 1995-1999
De 1995 à 1999, le Conseil constitutionnel est composé de :
- Noël Nemin (Président)
- Henri Tonian Ebe (Vice-Président)
- Théodore Attobra Koffi (Vice-Président)
- Jules Douaï Sioblo (Conseiller)
- Siaka Bamba (Conseiller)
- Abdoulaye Binate (Conseiller)
- Alphonse Yao Kouman (Conseiller)
- Martine Tiacoh (Conseillère)
- Joseph Désiré Koudou Gaudji (Conseiller)

### 2003-2011
Cette partie se concentre sur la période où Laurent Gbagbo est au pouvoir.
En 2003, après l'interruption causée par le changement de république, le Conseil est recréé. Le poste de "Vice-Président" est abandonné.
Composition 2003-2009 :
- Germain Yapo Yanon (Président)
- René Degni-Segui
- Abraham Sougbro Akenou
- André Kouakou Kouassi
- Agathe Baroan Bahi
- Dominique Tayoro Thalmas
- Louis Metan
- Timothée N´Guetta Ahoua
- Félix Kouakou Tano
- Bruno Ekpo Walé

En 2009, le Conseil est renouvelé quasi intégralement (seuls 2 membres restent par rapport à la mandature précédente) et la taille du Conseil correspond pour la première fois à ce qui est prévu dans la Constitution (1 président et 6 conseillers).
Composition 2009-2011 :
- Paul Yao-N´Dré (Président)
- Timothée Ahoua
- Jacques Daligou
- Angora Kouassi (épouse Sess)
- Bruno Ekpo Walé
- Félix Kouakou Tano
- Joséphine Suzanne Touré (épouse Ebah)

### Depuis 2011
En 2011, le nouveau président, Alassane Ouattara, nomme un Conseil en grande partie renouvelé. Seules Angora Kouassi et Joséphine Suzanne Touré, nommées en 2009, sont reconduites pour trois ans.
En 2014, en raison du renouvellement triennal de la moitié du conseil, trois de ses membres sont remplacés. Enfin, le départ  anticipé de Francis Wodié du poste de président le 2 février 2015 entraîne son remplacement dès le lendemain par Mamadou Koné, qui était jusque-là président de la Cour suprême.
Mandat 2011-2014 :
- Hortense Angora Kouassi, épouse Sess
- Joséphine Suzanne Touré, épouse Ebah
- Obou Ouraga

Mandat 2011-2017 :
- François Guéi
- Hyacinthe Sarassoro
- Emmanuel Kouadio Tano

Mandat 2014-2020 :
- Loma Cissé, épouse Mato
- Geneviève Koffi Affoué, épouse Kouamé
- Emmanuel Assi

## Conseil constitutionnel et déclenchement de la crise de 2010
Le second tour de l'élection présidentielle ivoirienne de 2010 oppose le président sortant Laurent Gbagbo à Alassane Ouattara, ancien Premier ministre. La tension est forte et les deux camps s'accusent mutuellement d'intimidations envers les électeurs dans certaines régions.
Le 2 décembre, Youssouf Bakayoko, président de la Commission électorale indépendante (CEI), annonce la victoire d'Alassane Ouattara avec 54,10 % des voix, contre 45,90 % pour Laurent Gbagbo. L'annonce de Youssou Bakayoko a lieu à l'Hôtel du Golf, le QG de campagne de Ouattara car celui-ci est protégé par les forces de l'ONUCI et que le chef de la CEI voulait bénéficier de cette protection par peur des représailles du camp adverse..
Paul Yao N'Dré, nommé par le président le 8 août 2009 à la tête du Conseil constitutionnel et réputé proche de Simone Gbagbo, argue que la CEI n'avait plus l'autorité pour annoncer les résultats car la date limite de la proclamation de ces derniers était dépassée et donc que les résultats étaient invalides, Or, selon N'Dre, après la date limite, seul le Conseil constitutionnel est habilité à annoncer les résultats car il est l'institution qui doit « trancher, le cas échéant, le contentieux électoral, et proclamer les résultats du scrutin». N'Dre annonce alors l'annulation des résultats dans sept régions du nord pour des irrégularités supposées, ce qui inverse le résultat final en faveur de Gbagbo désormais crédité de 51,45 % des votes (contre 48,55 % pour Ouattara). Le 3 décembre, le Conseil constitutionnel proclame Gbagbo vainqueur.
L'envoyé spécial de l'ONU en Côte d'Ivoire, Young-jin Choi, suit le verdict de la CEI et reconnait la victoire de Ouattara. Ce dernier accuse le Conseil constitutionnel d'avoir abusé de son autorité et déclare qu'il est le président élu.
Gbagbo est toutefois investi le 4 décembre par le Conseil constitutionnel. Ouattara prête serment peu de temps après.
Par le mode de désignation de ses membres, le conseil est majoritairement constitué de membres considérés comme proches du parti présidentiel au pouvoir le Front populaire ivoirien (FPI) créé par Laurent Gbagbo.Ainsi, Paul Yao N'Dré, son président, est l’un des fondateurs du FPI. Mamadou Koulibaly, en tant que président de l'Assemblée nationale depuis 2001 et également membre du FPI, nomme concurremment avec Laurent Gbagbo, la moitié des conseillers.
La nouveauté introduite dans le cas ivoirien est la certification. Cette technique a été volontairement omise par le camp de Laurent Gbagbo qui pourtant s'était appuyé sur cette même certification sanctionnant le premier tour pour convoquer par décret le deuxième tour.[réf. nécessaire]